# Martin Vozábal
Martin Vozábal (Tábor, 8 novembre 1978) è un ex calciatore ceco, di ruolo centrocampista.

## Caratteristiche tecniche
Era un interno di centrocampo.